# Andrea della Valle
Andrea della Valle (Roma, 29 de novembro de 1463 - Roma, 3 de agosto de 1534) foi um cardeal do século XVII.

## Biografia
Andrea della Valle nasceu em uma ilustre e antiga família de médicos e juristas. Segundo dos quatro filhos de Filippo Della Valle e Girolama Margani. Seu sobrenome também é conhecido como de Valle; e como Vallense.
Recebeu o subdiaconato. Scriptor apostólico. Cânone da Basílica Patriarcal do Vaticano, 1503-1517.
Eleito bispo de Crotone em 2 de dezembro de 1496. Abade comendatário do mosteiro beneditino de SS. Trinità, diocese de Mileto. Regente da Chancelaria Apostólica, 1503-1505. Transferido para a Sé de Mileto em 23 de fevereiro de 1508; renunciou ao governo da diocese em 26 de novembro de 1523 em favor de seu sobrinho Quinzio Rustici. Participou do Quinto Concílio de Latrão em 1512. Secretário apostólico durante o pontificado do Papa Júlio II.
Criado cardeal-presbítero no consistório de 1º de julho de 1517, recebendo o chapéu vermelho e o título de S. Agnese in Agone em 6 de julho. Della Valle foi nomeado administrador de várias sés durante o governo de Leão X: Cajazzo, 2 de dezembro de 1517 a 10 de dezembro de 1518; Gallipoli, 18 de fevereiro de 1518 até 17 de outubro de 1524; Nicastro, 5 a 17 de maio de 1518; Valva e Sulmona, 26 de outubro de 1519 a 18 de junho de 1521; Umbriatico, 20 de março de 1521 a 10 de setembro de 1522. Camerlengo do Sagrado Colégio dos Cardeais, 2 de março de 1524 a 12 de janeiro de 1526. Arcipreste da basílica patriarcal da Libéria em 1520; abriu e fechou a Porta Santa no Ano Jubilar de 1525.
Participou do conclave de 1521-1522, que elegeu o Papa Adriano VI. Nomeado bispo de Crotone novamente em 4 de setembro de 1522; ocupou a sé até 14 de novembro de 1524. Participou do conclave de 1523, que elegeu o Papa Clemente VII. Legado em Nápoles. Protetor da Ordem dos Frades Menores de São Francisco, 1523. Optou pelo título de S. Prisca em 27 de março de 1525. Participou dos conflitos entre o Papa Clemente VII e os Colonnas; e entre o mesmo papa e o Sacro Imperador Romano Carlos V. Abade comendatário do mosteiro de Ss. Vincenzo e Anastasio a Tre Fontane, Roma. Governador de Roma durante a ausência do Papa Clemente VII em 1529. Abade commedatário do mosteiro de S. Severo em Montenuovo, diocese de Senigaglia, 9 de fevereiro de 1531. Promovido a ordem dos cardeais-bispos e a sé suburbana de Albano em 21 de abril de 1533, mantendo em comenda o título de S. Prisca até sua morte. Passou para a sé suburbana de Palestrina, em 12 de dezembro de 1533. Ordenou a construção do Palazzo Della Valle, da igreja de S. Andrea della Valle e do Teatro Della Valle.
Cardeal Andrea della Valle morreu em Roma e foi sepultado no túmulo de seus antepassados, na igreja de S. Maria in Aracoeli.